# Conocliniopsis
Conocliniopsis là một chi thực vật có hoa trong họ Cúc (Asteraceae).

## Loài
Chi Conocliniopsis gồm các loài: